# Centrale nucleare di Novovoronež 2
La centrale nucleare di Novovoronež 2 (in russo Нововоронежская АЭС II?, Novovoronežskaja AĖS II; ) è una centrale nucleare russa situata presso la città di Novovoronež nell'oblast di Voronež. È il secondo impianto del sito, affiancato all'impianto di Novovoronež. L'impianto sarà composto alla fine da 2 reattori VVER1200 e 2 reattori VVER1300 per complessivi 4578MW.